# Orbinia norvegica
Orbinia norvegica ist ein mariner Ringelwurm aus der Gattung Orbinia innerhalb der Vielborster-Familie der Orbiniidae.

## Merkmale
Orbinia norvegica hat einen bis zu 5,8 cm langen, zylindrischen Körper mit bis über 75 Segmenten. Das kleine, zylindrische Prostomium trägt keine Augen. Der Thorax umfasst 15 bis 17 borstentragende Segmente. Jedes der an diesen sitzenden Notopodien weist kapillarartige Borsten und dahinter einen einfachen, cirrenförmigen oder gegabelten Lappen auf, während an den zugehörigen Neuropodien mehrere Reihen kräftiger Borsten mit Hauben sowie eine Reihe kapillarartiger Borsten und dahinter 7 bis 17 spitze Papillen sitzen. Unter den Parapodien sitzen keine Papillen. Jedes Notopodium an den Segmenten des Abdomens trägt zungenförmige Lappen mit 4 bis 5 Aciculae sowie kapillarartigen und gegabelten Borsten, das dazu gehörige zweilappige Neuropodium schlanke, recht lange, zweilappige Lappen mit einer Acicula und kapillarartigen Borsten. Die ventralen Cirren sind klein und dreieckig, während ein interramaler Cirrus fehlt. An jedem Segment ab dem fünften bis sechsten borstentragenden Segment sitzen große lanzettliche Kiemen. Ein Pygidium ist nicht beobachtet worden. Das Tier ist rötlich bis gelblich.

## Verbreitung, Lebensraum und Lebensweise
Orbinia norvegica ist in der Nordsee, dem Skagerrak und dem Kattegat nachgewiesen, doch ist sie wahrscheinlich kosmopolitisch mit Ausnahme der Arktis und Antarktis verbreitet. Hier ist sie auf Schlamm unterhalb der Gezeitenzone bis in eine Tiefe von 2900 m zu finden.
Zur Lebensweise und zum Entwicklungszyklus von Orbinia norvegica liegen keine Veröffentlichungen vor. Andere Vertreter der Orbiniidae sind Sedimentfresser, die sich über frei schwimmende Larven entwickeln.